# Führerhauptquartier Siegfried
Das Führerhauptquartier Siegfried (auch unter dem Decknamen „Hagen“ bekannt) war eine Bunkeranlage, die während des Zweiten Weltkriegs in Pullach bei München gebaut wurde.

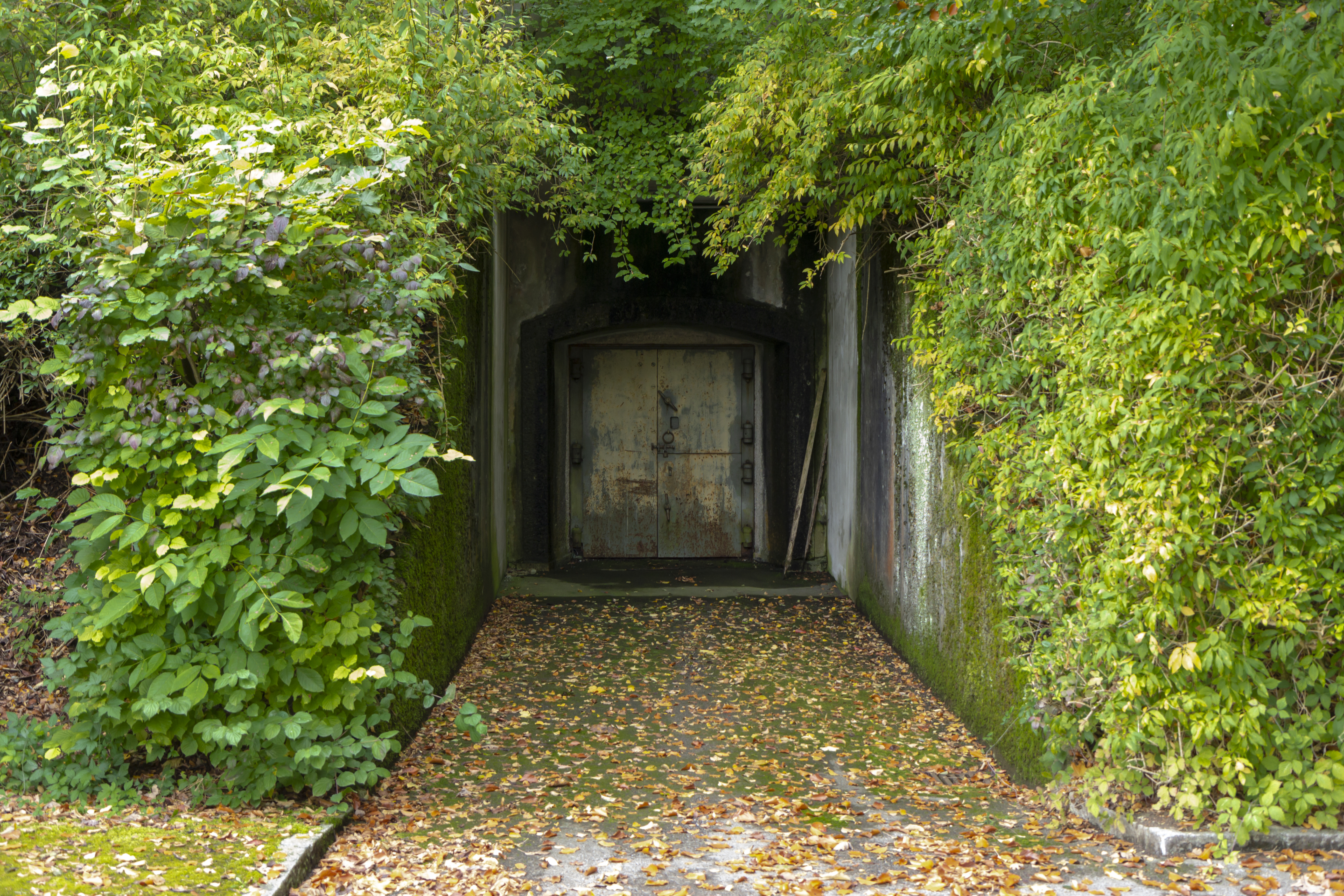
Eingang Führerhauptquartier auf dem BND-Gelände in Pullach.

Um den eigentlichen Bunkerbereich herum war ab 1936 die Reichssiedlung Rudolf Heß errichtet worden. Nach dem Ende des Zweiten Weltkrieges wurde das Areal kurzzeitig von der United States Army genutzt und ab dem 6. Dezember 1947 durch die Organisation Gehlen. Am 1. April 1956 wurde das Gelände Teil der BND-Liegenschaft in Pullach, dem Sitz des Bundesnachrichtendienstes (BND) bis zum 8. Februar 2019. Durch die nachrichtendienstliche Nutzung ist das Areal für die Öffentlichkeit nicht zugänglich.

## Literatur

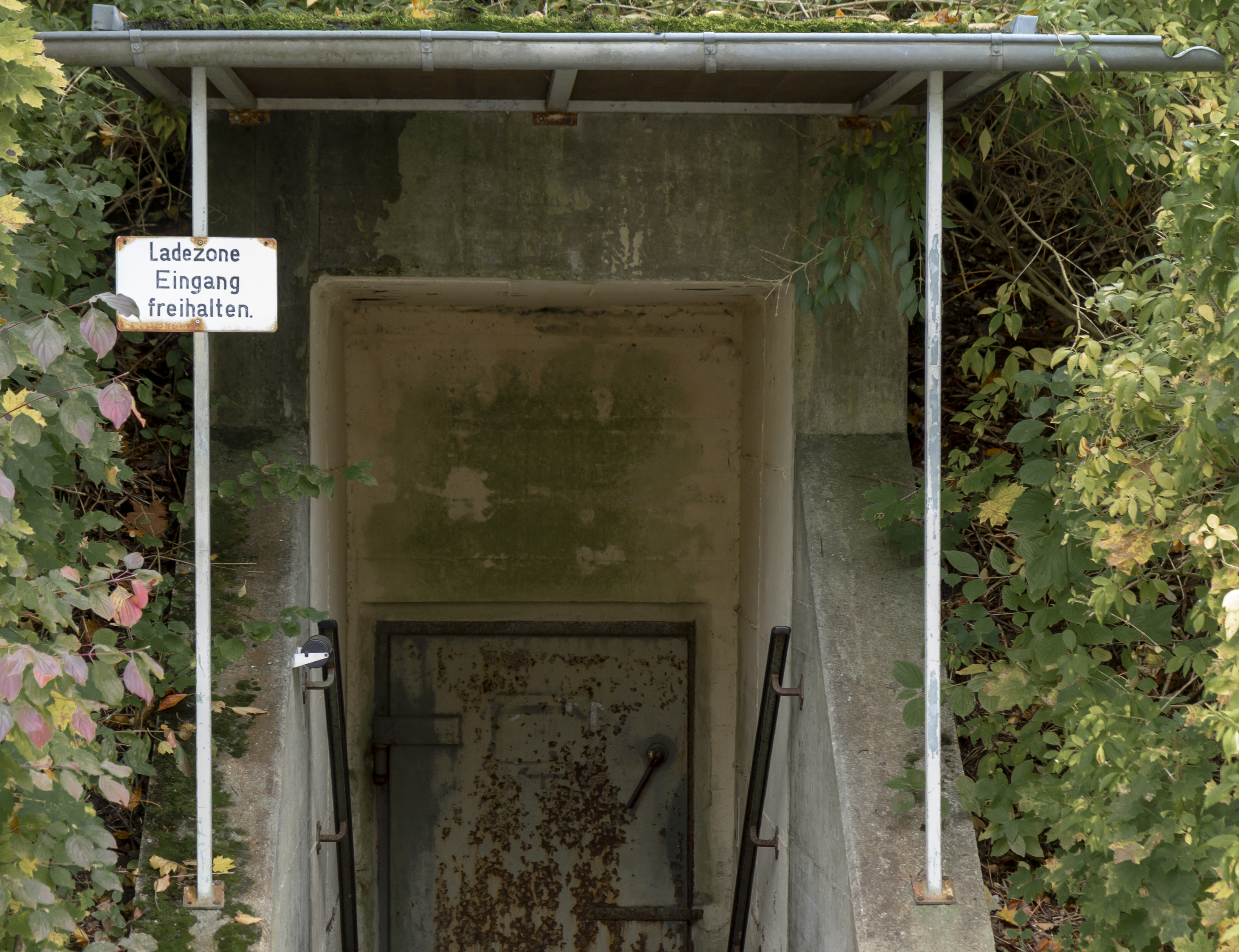
Notausgang des alten Führerhauptquartiers Siegfried.